# Route européenne 751
Pour les articles homonymes, voir Route 751.
La route européenne 751 est une route reliant Rijeka à Koper.